# Bačina
Bačina (em cirílico: Бачина) é uma vila da Sérvia localizada no município de Varvarin, pertencente ao distrito de Rasina, na região de Šumadija, Temnić. A sua população era de 2042 habitantes segundo o censo de 2011.

## Demografia
| 1948 | 1953 | 1961 | 1971 | 1981 | 1991 | 2002 | 2011 |
| ---- | ---- | ---- | ---- | ---- | ---- | ---- | ---- |
| 3343 | 3465 | 3292 | 3165 | 3022 | 2812 | 2381 | 2042 |